# Blues
För andra betydelser, se Blues (olika betydelser).

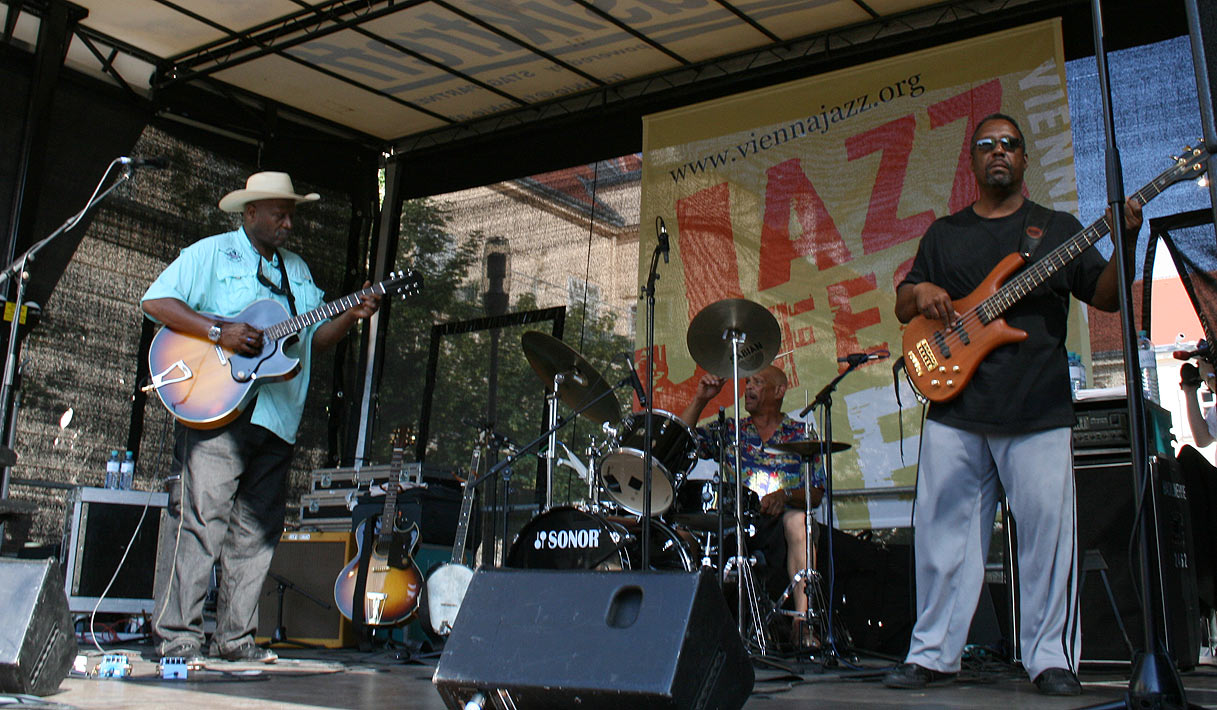
Taj Mahal Blues Trio

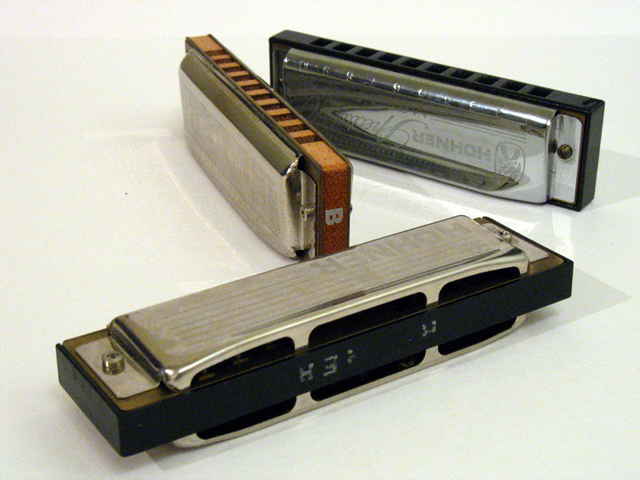
Munspel är ett vanligt instrument inom bluesmusik.

Blues är en form av vokal och instrumentell musik med ursprung i arbetssånger, sjungna av svarta slavar i USA. Modern amerikansk populärmusik har starkt påverkats av blues, och särskilda musikformer som jazz, storbandsmusik, rhythm and blues, rock'n'roll och country, såväl som konventionell pop har uppkommit på grund av inflytande från blues, eller fått sin nuvarande form tack vare blues.
Bluesmusiken uppstod runt Mississippideltat under slutet av 1800-talet, en stil numera kallad deltablues. Musiken populariserades så småningom i en mer städad, notbunden form av personer som kompositören och orkesterledaren W. C. Handy. Sitt stora kommersiella genombrott fick bluesen 1920 med sångerskan Mamie Smiths insjungning av Crazy Blues för bolaget Okeh som skall ha sålt i mer än två miljoner exemplar. Den moderna elektrifierade storstadsbluesen skapades i Chicago och fick sin stora spridning genom det legendariska skivbolaget Chess Records där artister som Muddy Waters och Howlin' Wolf gav ut sina skivor.
Blueslåtars text handlar ofta om problem eller olycka, framförda i en lösligt berättande stil. Namnet kommer från uttrycket in the blue moods, feeling blue och blue notes som betyder ledsen, sorgsen. 
De instrument som är vanligast i blues är gitarr, piano, munspel, basgitarr, trummor och slagverk.

## Teoretisk bakgrund
Under de första årtiondena av 1900-talet var bluesmusiken inte klart definierad i form av ackordväxlingar och antalet takter. Den numera konventionella 12-taktersbluesen blev en standard under 1930-talet.
| T | T eller S | T | T         |
| S | S         | T | T         |
| D | S         | T | T eller D |

Om ovanstående spelas i tonarten C-dur (exempelvis) skulle ackorden bli:
| C | C eller F | C | C         |
| F | F         | C | C         |
| G | F         | C | C eller G |

I många fall används ackordfärgningar, där ett eller flera av ackorden ofta spelas som durseptimackord (T7>, S7> och D7). Förutom tolvtaktersbluesen finns det blueslåtar i bland annat åtta och sextontaktersformat.

### Blå toner
Bluesmusiken använder sig melodiskt sett ofta av de sänkta tredje, femte och sjunde tonerna (de så kallade blå tonerna) inom durskalan. Medan tolv-taktens ackordföljd periodvist hade använts under århundraden, så var den revolutionerande aspekten i bluesen att man ofta använder en sänkt fjärde, sjunde, och till och med femte ton i melodin, tillsammans med splittat spelande av direkt närliggande toner samtidigt, till exempel sänkt andra med glidning (slide), liknande användningen av prydnadsnoter med för-slag. När en klassiskt skolad musiker spelar en prydnadsnot distinkt, så använder en bluessångare eller munspelare ett glissando, och en pianist eller gitarrist kan spela de två tonerna samtidigt och sedan släppa prydnadsnoten. Blues spelas ibland även i en moll-tonart, där den så kallade bluesskalan används. Denna skala skiljer sig från den traditionella pentatoniska mollskalan med tillägget av en halvton mellan den tredje och fjärde tonen, som dock ofta splittas med den fjärde tonen i mollskalan från sångaren eller ett soloinstrument. Janis Joplins tolkning av Ball and chain med Big Brother and the Holding Company ger ett exempel på denna teknik. Bluesskalan används inte bara i moll, utan är också vanlig i blueslåtar i dur. Blues i moll-tonart är ibland strukturerad i 16 takter istället för 12, ett exempel är St. James Infirmary Blues.
Se även: bluestolva, bluesskala

## Kända bluesmusiker

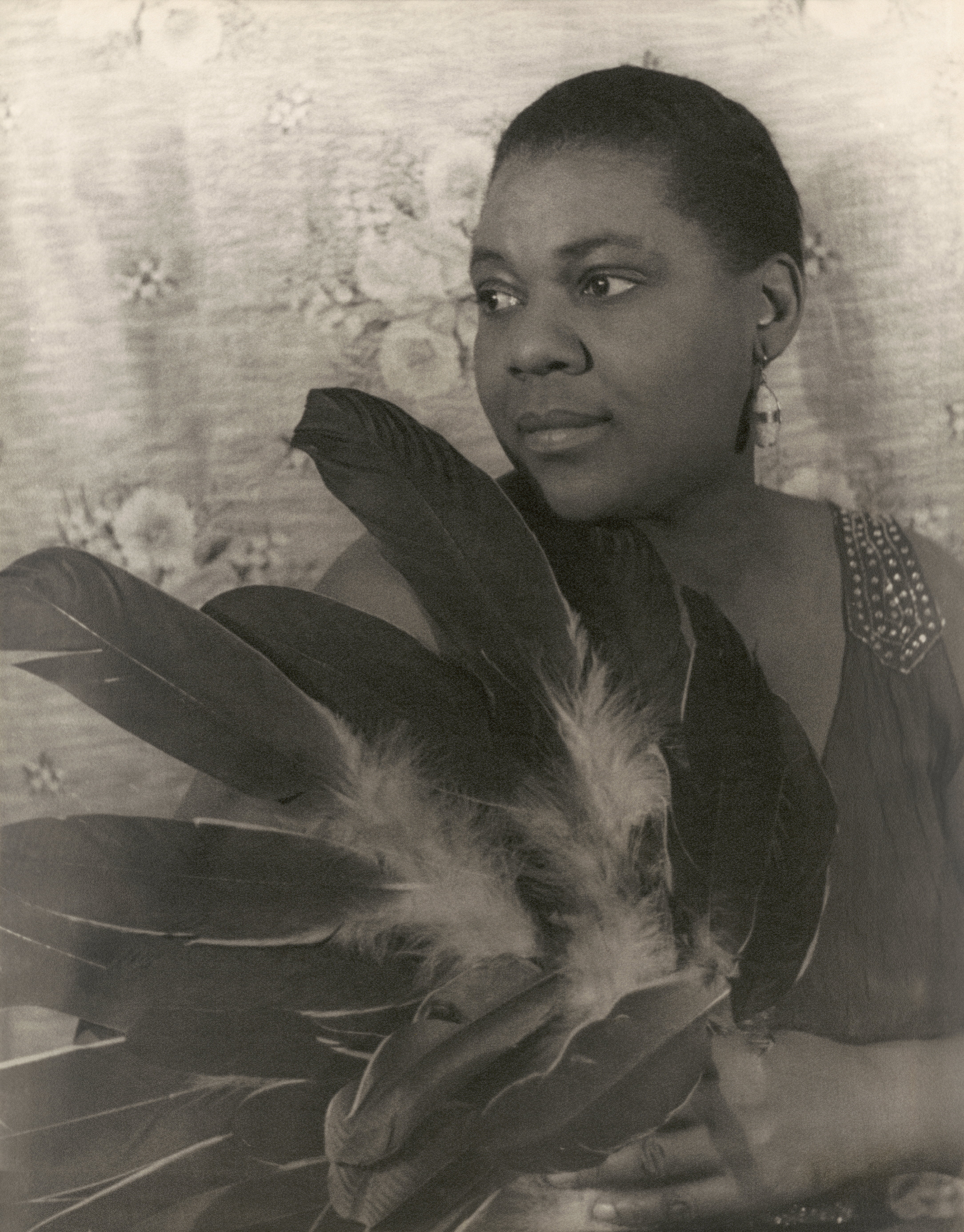
Bessie Smith, The Empress of the Blues.

| - Albert Collins - Albert King - Barbecue Bob - B.B. King - Bessie Smith - Big Bill Broonzy - Big Walter Horton - Blind Blake - Blind Lemon Jefferson - Blind Willie Johnson - Bobby 'Blue' Bland - Buddy Guy - Charly Patton - Earl Hooker - Freddie King - Guitar Slim - Gary Moore - Hound Dog Taylor - Howlin' Wolf - Jimmy McCracklin - John Lee Hooker | - Johnie 'Guitar' Watson - Johnny Winter - Josh White - Junior Wells - Lowell Fulson - Leadbelly - Lightnin' Hopkins - Lightnin' Slim - Little Milton - Little Sonny - Little Walter - Louisiana Red - Ma Rainey - Magic Sam - Magic Slim - Muddy Waters - Otis Rush - Pat Hare - R.L.Burnside - Robert Johnson (amerikansk musiker) - Slim Harpo - Smokey Wilson - Son House - Tampa Red - T-Bone Walker - Walter Trout |